# Нижняя Каменка (Воронежская область)
Ни́жняя Ка́менка — посёлок в Таловском районе Воронежской области России.
Административный центр Нижнекаменского сельского поселения.

## География
Посёлок находится на северо-востоке центральной части Воронежской области, в степной зоне, на расстоянии примерно 4 км (по прямой) к востоку от рабочего посёлка Таловая, административного центра района. Абсолютная высота — 148 м над уровнем моря.
Часовой пояс
Посёлок Нижняя Каменка, как и вся Воронежская область, находится в часовой зоне МСК (московское время). Смещение применяемого времени относительно UTC составляет +3:00.

## Население
| 2010 |
| ---- |
| 462  |

Гендерный состав
По данным Всероссийской переписи населения 2010 года в гендерной структуре населения мужчины составляли 48,1 %, женщины — соответственно 51,9 %.
Национальный состав
Согласно результатам переписи 2002 года, в национальной структуре населения русские составляли 95 %.

## Улицы
| - ул. Дорожная, - ул. Молодёжная, | - ул. Садовая, - ул. Центральная. |